# Tomáš Vintr
Tomáš Vintr (* 1981 Beroun) je český skateboardista, několikanásobný vítěz Mistrovství ČR ve skateboardingu.

## Život
Na skateboardu začal jezdit v šestnácti letech v Berouně, kde se také narodil, zpočátku jezdil na ulicích a věnoval se street skateboardingu. První úspěch zaznamenal v roce 1999 na lokálních závodech ve Středočeském kraji, kde obsadil 4. místo a později se přestěhoval do Prahy, kde mohl lépe zdokonalovat své schopnosti na skateboardu. V roce 2000 vyhrál celou sérii Českého Skateboardového Poháru (ČSP 2000) a od roku 2001 cestuje po celém světě a hlavními místy jeho pobytu jsou nyní[kdy?] Praha, Los Angeles a Melbourne.
Býval dlouholetým jezdcem evropského, později i světového týmu Vans. Působil také jako team manager, u firmy Vehicle. Nyní[kdy?] se stará o český a slovenský VANS skate team. Spolupracoval s televizními stanicemi Óčko, TV Nova a Prima při natáčení několika vlastních televizních pořadů a také natočil sérii Skateboardových škol (Prima COOL).
Hlavní televizní pořady:
Série Tomáš Vintr On Tour: TV Óčko, zhruba 35 epizod.
Série SKATETRIPPING: TV Prima, zhruba 6 epizod.
Spolupořádá velké skateboardové akce Grand Prix Beroun. Akce GrandPrix Beroun měla svou premiéru již v roce 2010 a stala se součástí nejprestižnějších světových sérií Světového Poháru (WorldCup Skateboarding) a také série TheBoardr, kterou vlastní americká agentura The Boardr, pořádající největší světové akce ve skateboardingu. GrandPrix Beroun byla jedinou akcí v historii, která se zařadila do oficiální produkce TheBoardr ve středoevropském regionu.
Dlouhodobě (více než 10 let) je hlavním komentátorem celosvětové skateboardové série FISE WORLD, která pod sebou sdružuje sporty: Skateboarding, BMX (oficiální olympijská série), Scootering (oficiální světová série), RollerBlade, MountainBike, Breakdancing (oficiální olympijská série), Flatland BMX a Parcour (oficiální Mistrovství světa). Zastávky FISE WORLD SERIES se konají ve městech jako: MONTPELLIER (FRANCIE), HIROSHIMA (JAPONSKO), CHENGDU (ČÍNA), DENVER (USA), EDMONTON (KANADA), nově také GOLD COAST (AUSTRÁLIE) s výhledem na rozšíření měst v letech 2023 a 2024.
Bývalí/současní sponzoři: Excelent, Vans, Theeve, Bones, Sugar, Msa, Skatespotapp, Vehicle, G-Shock, Grand Prix Beroun, Monster Energy

## Úspěchy na závodech
- několikanásobný mistr ČR (3x)

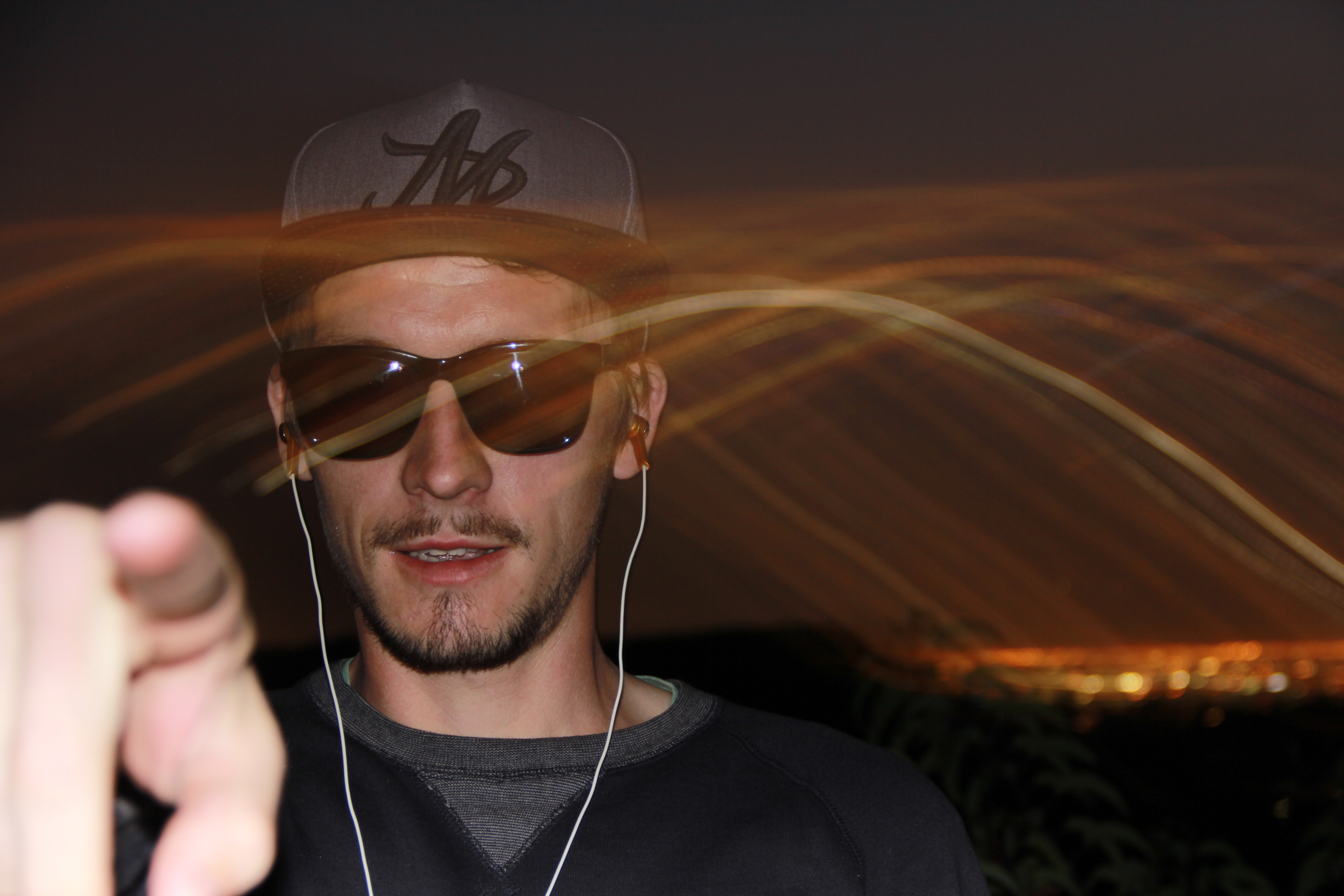
Tomáš Vintr (Los Angeles, Kalifornie)

- 2. místo celkové pořadí Světového Poháru ve skateboardingu (WorldCup Skateboarding) 2012 (wcsk8.com)
- 2. místo celkové pořadí Světového Poháru ve skateboardingu (WorldCup Skateboarding) 2013 (wcsk8.com)
- 3. místo celkové pořadí Světového Poháru ve skateboardingu (WorldCup Skateboarding) 2011 (wcsk8.com)
- 6. místo World Cup – Mystic Cup
- 5. místo World Cup – Mystic Cup
- 4. místo NASS World Cup – Anglie 2014
- 3. místo Xgames Dubaj 2007
- 2. místo Xgames Šanghaj
- 4. místo Xgames Šanghaj
- 3. místo World Championships Rotterdam 2005
- 6. místo World Championships Rotterdam 2009
- 1. místo Mentor Session Polsko
- 1. místo Simpel Session – Tallin, Estonsko
- 4. místo Back To The Streets – Leszno, Polsko 2014
- 5. místo Back To The Streets – Leszno, Polsko 2015
- 3. místo Ultimate X – Jihoafrická republika 2018

#### Rozhovory
- Rozhovor s Tomášem Vintrem Archivováno 27. 5. 2009 na Wayback Machine.
- Osobnosti.cz: Tomas Vintr
- ELLE.CZ / ELLEMAN: https://www.elle.cz/clanek/co-je-vase-y-why-wai
- Rozhovor pro XMAN.CZ: http://xman.idnes.cz/kluk-ktereho-zivi-skateboard-nepatrim-nikomu-fav-/mystic-sk8-cup.aspx?c=A080701_133827_mystic-sk8-cup_mao
- ISF profil Tomáše Vintra (international skateboarding federation): http://www.internationalskateboardingfederation.com/street/tomas-vintr Archivováno 13. 1. 2016 na Wayback Machine.
- ABC škola skateboardingu s Tomášem Vintrem: http://www.blesk.cz/clanek/zpravy-udalosti-zajimavosti/115098/skola-skateboardingu-v-abc.html
- Music TV Óčko, Pořad Drive (rozhovor s Tomášem Vintrem): http://adm.ocko.tv/video/drive-2-3-skateboardista-tomas-vintr-18233/ Archivováno 7. 3. 2016 na Wayback Machine.
- Zajímavý rozhovor pro berounský Kurýr: http://berounsky-kuryr.cz/kuryr/2015/06/26/tomas-vintr-pokud-se-za-rok-na-olympiade-v-riu-bude-jezdit-na-skejtu,-chci-byt-u-toho/%5B%5D
- Rozhovor pro magazín GENERACE20 - magazín studentů VOŠP: http://www.generace20.cz/sport/skateboarding-a-zraneni-spis-zklamani-z-nepovedeneho-triku
- Představení českého teamu VANS: http://skatematic.com/skateboard-video/269951/tom%C3%A1%C5%A1-vintr-p%C5%99edstavuje-%C4%8Desk%C3%BD-vans-t%C3%BDm/
- Rozhovor pro Český Rozhlas - textový i hlasový (2015): http://www.rozhlas.cz/zpravy/ostatnidiscipliny/_zprava/ucast-na-olympiade-by-skateboardisty-mohla-presunout-do-vyhrivanych-hal-ale-taky-do-bulvaru--1550613
- Rozhovor pro oficiální Deník Sport: https://commons.wikimedia.org/wiki/File:Vintr_-_interview_-_denik_sport.pdf
- Rozhovor pro Aktuálně.cz / (prosinec 2018): https://sport.aktualne.cz/ostatni-sporty/svet-nam-zavidi-stalina-pro-verejnost-jsme-vandraci-s-injekc/r~f1aab8f402d711e9a09cac1f6b220ee8/
- Rozhovor pro Aktuálně.cz / (listopad 2018): https://sport.aktualne.cz/ostatni-sporty/skateboarding-na-oh-v-japonsku-v-nem-radi-uz-dvanactilete-de/r~bec7c7ecf8f011e898daac1f6b220ee8/
- Rozhovor pro Aktuálně.cz / (leden 2019): https://sport.aktualne.cz/ostatni-sporty/skateboarding-na-oh-v-japonsku-v-nem-radi-uz-dvanactilete-de/r~bec7c7ecf8f011e898daac1f6b220ee8/
- Rozhovor pro LUI.cz: https://www.lui.cz/co-se-deje/13854-rozhovor-tomas-vinter
- CHAT s osobností / Týden.cz: https://www.tyden.cz/chat-s-osobnosti/jak-se-stat-uspesnym-skateboardistou-odpovidal-tomas-vintr_1037/
- MonsterEnergy.com / rozhovor s osobností: https://www.monsterenergy.com/cz/cs/news/grandprix-beroun-interview-with-the-founder-tomas-vintr-and-last-years-winner-richard-tury
- Berounskydenik.cz / rozhovor: https://berounsky.denik.cz/zpravy_region/on-line-rozhovor-s-tomasem-vintrem-20160621.html
- Boardmag.cz: http://www.boardmag.cz/riders/rozhovor-s-tomasem-vintrem-o-letosnim-rocniku-grandprix-beroun/ Archivováno 30. 9. 2020 na Wayback Machine.
- idnes.cz / rozhovor: https://www.idnes.cz/xman/mystic-sk8-cup/kluk-ktereho-zivi-skateboard-nepatrim-nikomu.A080701_133827_mystic-sk8-cup_mao
- Excelentmag.sk: http://www.excelentmag.sk/m/interview/interview/a/tomas-vintr-pan-sk8%5B%5D
- Blesk / Noviny + online - ABC Škola skateboardingu: https://www.blesk.cz/clanek/zpravy-udalosti-zajimavosti/115098/skola-skateboardingu-v-abc.html
- Excelentmag.cz (Africké dobrodružství na skateboardu): http://www.excelentmag.cz/m/blog/blog/a/vzpominky-na-afriku-tomas-vintr-o-skejtovani-mezi-lvicaty
- E15.cz: https://www.e15.cz/magazin/beroun-ma-silnou-skateboardovou-zakladnu-rika-vintr-856465
- Caskate.cz / Dubai: https://www.caskate.cz/novinky/detail/337/video-z-dubaje-a-rozhovor-s-tomasem-vintrem/
- Generace20.cz: https://www.generace20.cz/sport/skateboarding-a-zraneni-spis-zklamani-z-nepovedeneho-triku

#### Video reportáže a TV pořady
- Óčko TV / MIXXXER SHOW: https://ocko.tv/sk8-mastri-tomas-vintr-a-riso-tury-v-mixxxer-show-sleduj-cely-dil-phm-/mixxer-show.aspx?c=A180622_102655_ocko-mixxxer_subr
- Óčko TV / TV ON TOUR #2: https://ocko.tv/skate-tomas-vintr-on-tour-exkluzivne-pro-web-ocko-tv-2-dil-pmf-/videobonusy.aspx?c=A170901_153930_ocko-videobonus_subr
- Óčko TV / DRIVE 208: https://ocko.tv/drive-208-2-tomas-vintr-skater-d10-/drive.aspx?c=A180620_131022_ocko-drive_kks

#### Videa
- THEEVE TRUCKS: Welcome To The Team (2012): https://www.youtube.com/watch?v=npG8T4csec0
- 60 MINUTES IN THE PARK: https://www.youtube.com/watch?v=RAUbI6qjaJE
- VEHICLE - full videopart (2009): https://www.youtube.com/watch?v=tkQbr6nCNKg
- BLACK RABBIT 2 - full videopart (2004): https://www.youtube.com/watch?v=x0R7LYnyNvA
- CREME SKATEBOARD - video (2007): https://www.youtube.com/watch?v=3aMU1g_YXmQ
- PUZZLE VIDEO - full videopart (2008): https://www.youtube.com/watch?v=-zJefeX2Gqo
- VANS - official skateboard video - 1966 - full videopart (2011): https://www.youtube.com/watch?v=RXOu21qroYI

- Skateboarding